# 인시핏

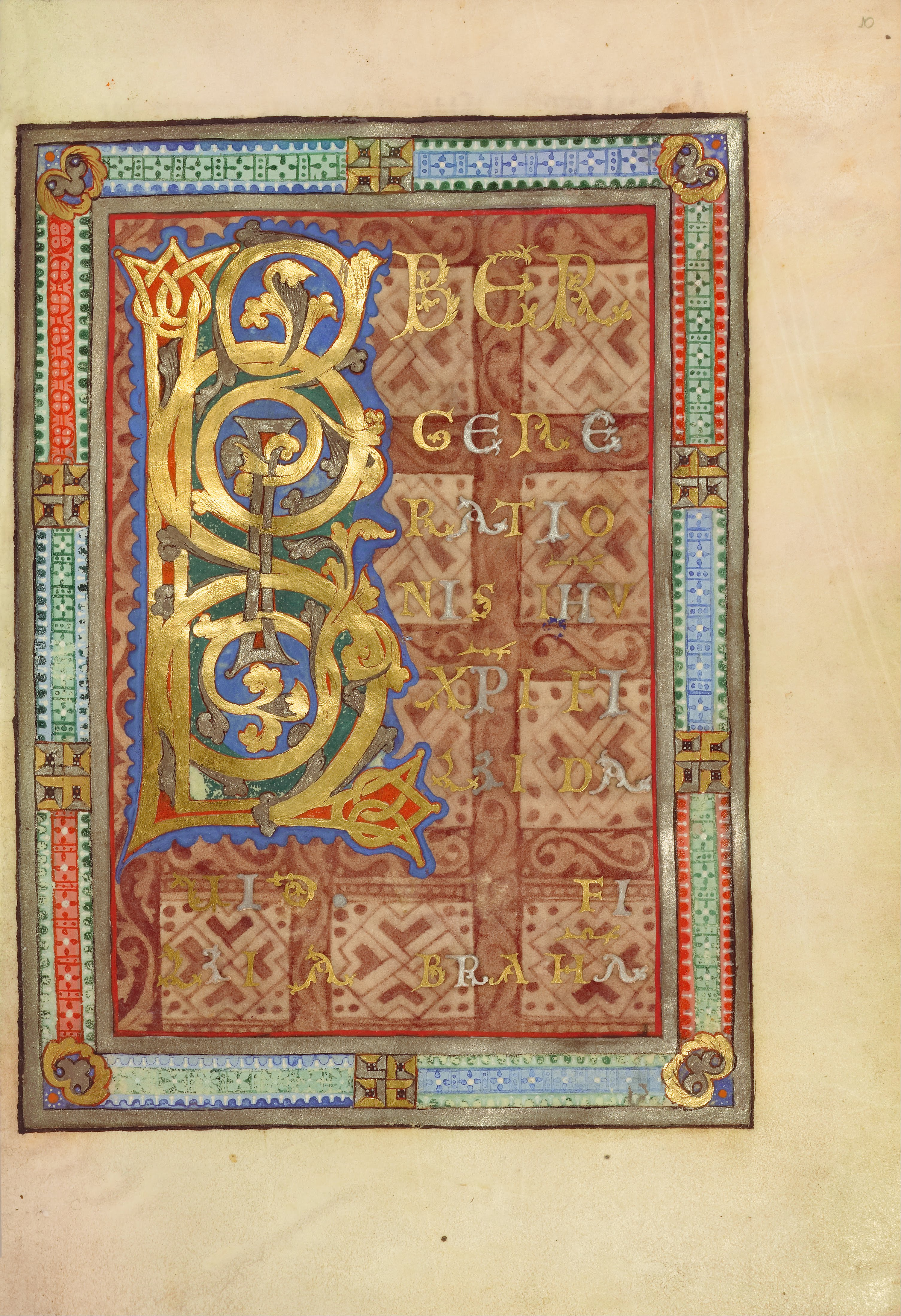
마태오의 복음서의 장식된 첫 페이지, 1120–1140

인시핏(/ˈɪnsɪpɪt/, 인키핏 또는 모두(冒頭)는 텍스트의 처음 몇 단어로, 식별 라벨로 사용된다. 악곡에서 인시핏은 동일한 목적을 갖는 음표의 초기 시퀀스이다. 인시핏은 라틴어에서 유래했으며 "시작된다"를 의미한다. 텍스트 끝에서 따온 대응어는 엑스플리킷이다.
제목이 발전하기 전에 텍스트는 종종 하나님의 어린 양(Agnus Dei)과 같이 인시핏으로 참조되었다. 유럽의 중세 시대 동안 인시핏은 종종 다른 글꼴이나 색상으로 쓰여졌고, "인시핏 페이지"는 채식으로 화려하게 장식되기도 했다. 인시핏이라는 단어는 라틴어이지만, 인시핏의 관행은 고전 고대보다 수천 년 앞서 세계 여러 곳에서 발견된다. 오늘날 항상 인시핏이라는 이름으로 불리는 것은 아니지만, 처음 단어로 텍스트를 참조하는 관행은 여전히 흔하다.

## 역사적 예시

### 수메르
수메르의 점토판 아카이브에서는 특정 점토판 모음의 인시핏을 포함하는 특별한 목록 점토판을 만들어 문서 목록을 관리했다.
목록은 아카이브에 접근할 수 있는 소수의 공식 필경사들이 사용하기 위한 것이었고, 점토판의 너비와 해상도는 긴 항목을 허용하지 않았다. 러너(1998)의 예시:
존경받고 고귀한 전사여

양들은 어디에 있는가

야생 황소들은 어디에 있는가

그리고 나와 함께 하지 않았다

우리 도시에서

옛날에

### 히브리어

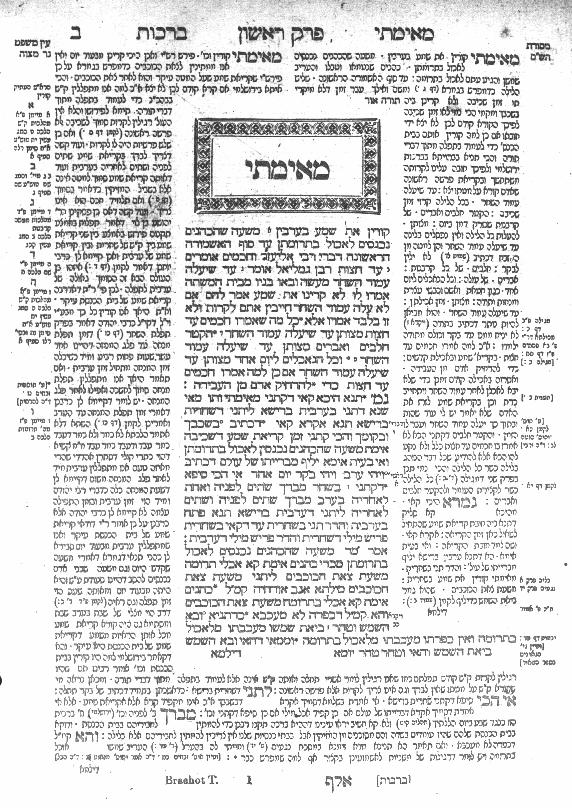
빌나판 바빌론 탈무드, 베라홋 2a의 첫 페이지. 위쪽 상자에 "Me-ematai"라는 단어가 있다.

히브리어 성경의 많은 책들은 히브리어로 인시핏을 사용하여 이름이 붙여졌다. 예를 들어, 첫 번째 책(창세기)은 베레쉬트("태초에 ...")라고 불리며, "도시는 얼마나 외롭게 앉아 있는가..."로 시작하는 애가는 에카("어떻게")라고 불린다. 쉽게 알아볼 수 있는 것은 토라의 "쉐마" 또는 Shema Yisrael이다: "들으라 이스라엘아..." – 유대교의 일신론을 요약하는 선언의 첫 단어이다(신명기 6:4와 다른 곳의 시작을 보라).
모든 파샤욧의 이름은 인시핏이며, 제목은 처음 두 구절의 한 단어 또는 두 단어에서 유래한다. 각 책은 물론 그 안에 있는 첫 번째 파라샤와 같은 이름으로 불린다.
일부 시편은 인시핏으로 알려져 있으며, 가장 눈에 띄는 것은 시편 51편(칠십인역 번호: 시편 50편)으로, 서방 기독교에서는 라틴어 인시핏 Miserere("자비를 베푸소서")로 알려져 있다.
탈무드에서는 게마라의 장들이 인쇄물에서 첫 단어로 제목이 붙여지고 알려져 있다. 예를 들어, 메세케트 베라콧("축복")의 첫 번째 장은 메에마타이("언제부터")라고 불린다. 이 단어는 논문의 해당 장 내의 모든 후속 페이지의 머리에 인쇄된다.
랍비 유대교의 사용법에서 인시핏은 "디부르 하마틀"이라고 알려져 있으며, "시작 구절"을 의미하며, 출판된 논문이나 주석에서 일반적으로, 하지만 항상 그런 것은 아니지만, 논평하거나 논의할 고전 성경 또는 랍비 구절을 인용하거나 바꿔 쓰는 섹션 제목을 가리킨다.
많은 종교 노래와 기도문은 그 시작 단어로 알려져 있다.
때때로 전체 논문은 "디부르 하마틀"로 알려져 있다. 하바드-루바비치 레베들의 출판된 신비주의 및 주석 담론("마아마림"이라고 불림)은 개별 작품의 첫 번째 장의 "디부르 하마틀"에서 거의 전적으로 제목을 파생한다.

### 고대 그리스
신약성경의 마지막 책인 요한의 묵시록은 종종 원문 그리스어의 첫 단어인 ἀποκάλυψις apokalypsis "계시"에서 따온 종말론으로 알려져 있으며, 이 단어는 그 책이 묘사하는 것, 즉 마지막 날(원문에서 ἔσχατον eschaton "[그] 마지막")과 동의어가 되었다.

### 고전 아랍어
쿠란의 각 장은 9번째 장을 제외하고 가장 자비로우시고 가장 자비로우신 분의 이름으로(Bismillah Al-Rahman Al-Rahim)으로 시작한다.

### 중세 유럽

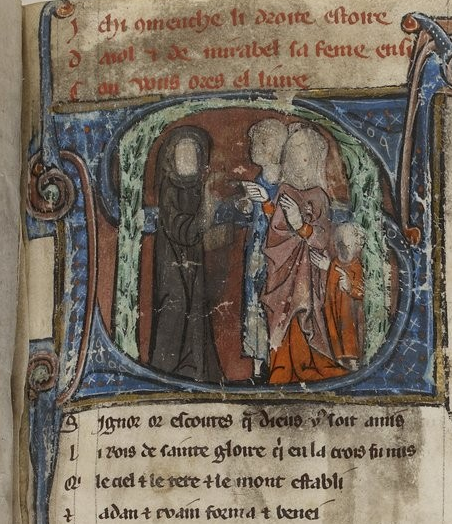
Aiol and Mirabel, 프랑스 국립도서관 25516 fr. 원고 96r의 인시핏, 세밀화, 처음 네 줄. 1275–90.

인시핏은 중세 필사본에서 일반적으로, 하지만 항상 그런 것은 아니지만, 빨간색으로 표시된다. 미니어처나 채색 또는 세밀화 문자가 앞에 올 수 있다.

### 교황 칙서
전통적으로 교황의 권위로 발행된 문서인 교황 칙서와 회칙은 라틴어 인시핏으로 참조된다.

### 힌두 경전
리그베다의 찬가 중 일부 만트라, 수크타는 이 사용법에 부합한다.

## 현대 인시핏의 사용
책등과 표지에 몇 단어나 구를 놓는다는 아이디어는 인쇄의 탄생과 함께 천천히 발전했으며, 짧은 제목과 부제가 있는 제목 페이지의 아이디어는 훨씬 나중에 나왔고 이전의 더 장황한 제목을 대체했다.
표준화된 제목의 현대적 사용은 국제 표준 서지 기술법과 결합되어 인시핏을 도서관 정보 정리 도구로서 구식으로 만들었다.
그러나 인시핏은 그레고리오 성가, 오페라 아리아, 많은 기도문과 찬송가, 그리고 에밀리 디킨슨의 시를 포함하여 제목 없는 시, 노래, 기도문을 참조하는 데 여전히 사용된다. 이러한 사용이 제목이 아니라 인시핏이라는 것은 문법 단위의 중간에 줄이 끊어질 때 가장 명확하다 (예: 셰익스피어의 소네트 55 "Not marble, nor the gilded monuments").
법률 라틴어 법률 개념은 종종 처음 몇 단어로 지정된다. 예를 들어, habeas corpus ad subjiciendum("검사를 받을 사람을 데려오라")의 핵심 단어인 habeas corpus는 훨씬 더 긴 영장의 핵심 단어이다.
많은 워드 프로세서는 인시핏이 문서의 의도된 제목과 일치할 수 있다고 가정하고 문서의 처음 몇 단어를 기본 파일 이름으로 제안한다.
공백을 채우거나 자리 표시자 텍스트인 로렘 입숨은 인시핏으로 알려져 있다.
때때로 인시핏은 유머러스한 효과를 위해 사용되었으며, 앨런 플래터가 집필한 텔레비전 시리즈 The Beiderbecke Affair와 그 속편에서는 각 에피소드의 첫 대사를 제목으로 사용하여 "What I don't understand is this..." 및 "Um...I know what you're thinking"과 같은 에피소드 제목이 붙여졌다.

## 음악에서
음악 인시핏은 표준 악보 기보법으로 인쇄된다. 일반적으로 곡의 처음 몇 마디를 포함하며, 종종 가장 눈에 띄는 음악적 재료가 단일 오선보에 작성된다(오른쪽 예시는 단일 오선 및 전체 악보 인시핏 변형을 보여준다). 인시핏은 음악에서 특히 유용하다. 인쇄된 제목은 기억나지 않을 수 있지만, 인시핏은 독자의 음악적 기억을 환기시킬 수 있기 때문이다. 음악 인시핏은 음악 목록과 여러 작품을 포함하는 볼륨의 목차에 나타난다.
합창 음악에서는 20세기 이전의 종교 음악이나 세속 음악 작품이 종종 인시핏 텍스트로 제목이 붙여졌다. 예를 들어, 로마 가톨릭교회 미사의 고유 전례곡과 예배 중 기도문으로 사용되는 성경 시편의 라틴어 전사는 항상 텍스트의 첫 단어 또는 단어로 제목이 붙여진다. 18세기와 19세기의 개신교 찬송가도 전통적으로 인시핏으로 제목이 붙여진다.

## 컴퓨터 과학에서
컴퓨터 과학에서 긴 문자열은 특히 암호화 키 또는 제품 키의 인시핏으로 참조될 수 있다. 주목할 만한 예로는 윈도우 XP에서 사용되는 FCKGW와 AACS에서 사용되는 09 F9가 있다.

## 같이 보기
- 시작 문장
- 에피그래프
- 서문 (수사학)
- 추천서문
- 프롤로그
- 홍자